# Institut de médecine tropicale

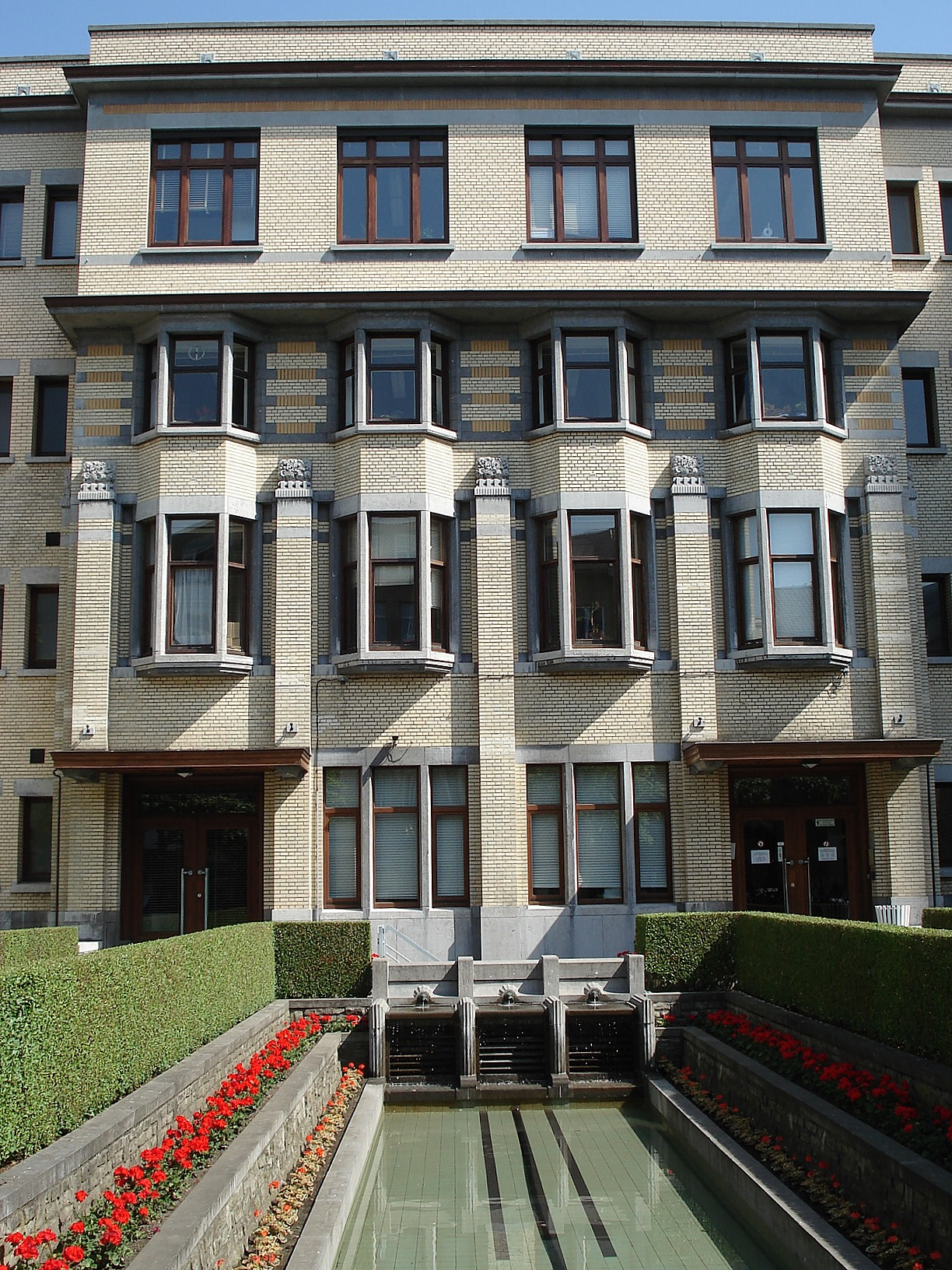
Edificio dell'istituto in Kronenburgstraat

L'Istituto di Medicina Tropicale (ITM) (olandese: Instituut voor Tropische Geneeskunde e francese: Institut de médecine tropicale) è un istituto di ricerca situato ad Anversa specializzato nella ricerca, l'insegnamento e la cura delle malattie tropicali e organizzazione dei servizi sanitari nei paesi in via di sviluppo. L'ITM è rinomato in tutto il mondo per le sue ricerche sul virus dell'AIDS, la malaria, la tubercolosi e le malattie tropicali meno studiate. Oltre alla ricerca scientifica, supporta la consulenza e l'immunizzazione dei viaggiatori e il trattamento delle malattie tropicali in Belgio. Il suo nome completo è Istituto di Medicina Tropicale Principe Leopoldo.